# 옻골경주최씨백불암파종가소장전적
옻골경주최씨백불암파종가소장전적(옻골慶州崔氏百弗庵派宗家所藏典籍)은 대한민국 대구광역시 동구에 있는 조선시대의 전적이다. 2003년 4월 30일 대구광역시의 유형문화재 제51호로 지정되었다.

## 개요
옻골 경주최씨 백불암파 종가에 소장되어 있는 전적들로, 모두 2종 664점이다.
이 가문은 경주최씨 광정공파로서 조선후기 대구지역을 대표하는 명문가이다. 특히 18세기 중반 영남유림을 대표하는 대학자였던 백불암 최흥원 이후부터는 영남의 명문가로 자리잡았다. 이 가문의 대구 입향조는 최흥원의 11대조인 맹연이며 이후부터 지묘동, 도동, 옻골 등지에 세거해왔다. 옻골에 입향한 것은 백불암의 5대조인 동집 때로 그는 네 아들을 두었으나 맏아들 자손만이 옻골에 세거하고 나머지 자손은 모두 외지로 나갔다.
현재 이 가문에서 소장하고 있는 이 문서는 조선후기 대구지역 재지사족의 존재형태를 알려주는 중요한 자료들이다. 특히 최흥원의 55년간에 걸친 역중일기와 부인동향약에 관한 자료 등은 그 내용이 현실성·구체성·정확성을 가지고 있어 관찬 사료의 미비점을 보완하고 나아가 해당시대의 사회경제적 이면상을 이해하는 데 중요한 자료적 가치가 있는 것으로 평가된다.

## 참고 문헌
- 옻골경주최씨백불암파종가소장전적 - 국가유산청 국가유산포털